# Adam Shaiek
Adam Shaiek (* 6. April 1989 in Champigny-sur-Marne) ist ein französischer Fußballspieler.
Shaiek wurde ab 2008 in der zweiten Mannschaft des ES Troyes AC eingesetzt. Dabei kam er in der Saison 2008/09 zu seinem Debüt in der ersten Mannschaft, die zu dieser Zeit in der zweiten Liga spielte. In der folgenden Saison wurde er in der mittlerweile drittklassigen Mannschaft weitere drei Mal eingesetzt, konnte sich jedoch nicht etablieren. Daher wechselte er im Sommer 2010 zum ebenfalls drittklassigen Klub SR Colmar. Dort konnte er sich bereits in seiner ersten Saison im defensiven Mittelfeld etablieren. In der Saison 2011/12, in der Shaiek nebenher die Ausbildung zum Trainer begann, setzte sich diese Entwicklung fort.